# Liste des métiers en tension en France ouverts aux étrangers résidant hors de l'Union européenne
Lire en ligne

Arrêté du 21 mai 2025 fixant la liste des métiers et zones géographiques caractérisés par des difficultés de recrutement en application de l'article L. 414-13 du code de l'entrée et du séjour des étrangers et du droit d'asile

La liste des métiers en tension en France ouverts aux étrangers résidant hors de l'Union européenne, d’un autre État partie à l’Espace économique européen ou de la Confédération suisse est un acte réglementaire qui liste les familles professionnelles et métiers qui permettent l'obtention d’un titre de séjour au titre de l’immigration de travail, notamment dans le cadre d'une admission exceptionnelle au séjour (AES).
Ce dispositif est issu de la loi Sarkozy de 2006 et a été renforcé avec la loi Darmanin de 2024. Depuis 2024, cette liste doit être actualisée annuellement.

## Définition
Un « métier en tension » désigne une profession pour laquelle il y a une pénurie de candidats par rapport aux besoins des employeurs, ce qui rend difficile le recrutement pour les entreprises.
Une liste des métiers ouverts aux étrangers non ressortissants d’un État membre de l’Union européenne, d’un autre État partie à l’Espace économique européen ou de la Confédération suisse est définie par le gouvernement sous la forme d'un arrêté interministériel pour permettre la délivrance d’une autorisation de travail sans opposition de la situation de l’emploi.

## Dispositif législatif

### Loi de 2006
La loi du 24 juillet 2006 relative à l'immigration et à l'intégration, dite loi Sarkozy 2, comporte une série de dispositions concernant les conditions d’emploi pour attirer une main-d’oeuvre plus qualifiée et faciliter les migrations temporaires. La loi crée trois nouveaux titres de séjour de trois ans pour les personnes hautement qualifiés, pour les salariés détachés en France par leur entreprise et pour les travailleurs saisonniers. Par ailleurs, elle précise que la situation du marché de l’emploi n’est plus opposable dans un certain nombre de métiers qui connaissent des pénuries d’emploi. Une « liste des métiers en tension » déclinée régionalement, doit définir ces métiers.
La liste de ces professions est définie conjointement par les ministères de l'Intérieur et du Travail, au niveau national. Les métiers en tension sont ensuite différenciés selon les régions, en fonction des besoins définis par l'administration centrale. Les travailleurs étrangers dont le métier fait partie de la liste ne sont pas soumis à l’opposabilité de la situation de l’emploi, ce qui simplifie la procédure de régularisation. A contrario, si un métier n’est pas considéré en tension, l’employeur désireux d’embaucher un salarié étranger doit fournir la preuve qu’aucun autre candidat n’est disponible sur le marché français. Sans ce justificatif, il ne pourra pas déposer de demande de permis de travail pour un ressortissant étranger.

### Loi de 2024
La loi du 26 janvier 2024 pour contrôler l'immigration, améliorer l'intégration, dite « loi Darmanin », crée l'article L435-4 du CESEDA qui autorise les travailleurs en situation irrégulière qui ont exercé un métier en tension pendant 12 mois, consécutifs ou non, au cours des 24 derniers mois et qui justifient d’une période de résidence de trois ans en France à déposer par eux-mêmes une demande de régularisation, sans avoir à demander à leur employeur de le faire en leur nom. L’article 28 de la loi précise également que la liste des métiers en tension doit désormais être actualisée au moins une fois par an.
La circulaire du 5 février 2024, émise conjointement par les ministères de l’Intérieur, Gérald Darmanin et du Travail, de la Santé et des Solidarités, Catherine Vautrin, explicite comment mettre en oeuvre ce nouvel article L. 435-4 du CESEDA, à savoir les modalités pour obtenir un titre de séjour justifiant d’une expérience professionnelle dans des métiers en tension. L'instruction des dossiers pourra aboutir à la délivrance d'une carte de séjour temporaire portant la mention « travailleur temporaire » ou « salarié » d'une durée d'un an et à la délivrance d'un document sécurisé justifiant l'autorisation de travail.

### Extensions des métiers en tension en 2025
Bruno Retailleau diffuse le 23 janvier 2025 une nouvelle circulaire à l’ensemble des préfets qui abroge la circulaire Valls en vigueur depuis 2012 et complète la circulaire du 5 février 2024 en durcissant les conditions de régularisation des étrangers en situation irrégulière tout en privilégiant les régularisations des travailleurs dans les métiers en tension.

## Liste des métiers en tension

### Arrêté du 18 janvier 2008
La première liste publiée consécutivement à la loi de 2006 est définie dans l’arrêté du 18 janvier 2008 signé conjointement par le ministre de l’immigration, de l’intégration, de l’identité nationale et du codéveloppement, Brice Hortefeux, et la ministre de l’économie, des finances et de l’emploi, Christine Lagarde. Elle regroupe 30 familles professionnelles (environ 750 métiers). Les métiers sont désignés par leur code ROME.
Le nombre et la nature des métiers sont variables selon les régions : 
Alsace (30), 
Aquitaine (18), 
Auvergne (20), 
Bourgogne (22), 
Bretagne (16), 
Centre (27), 
Champagne-Ardenne (25), 
Corse (11), 
Franche-Comté (22), 
Île-de-France (29), 
Languedoc-Roussillon (20), 
Limousin (23), 
Lorraine (19), 
Midi-Pyrénées (22), 
Nord-Pas-de-Calais (19), 
Basse-Normandie (15), 
Haute-Normandie (24), 
Pays de la Loire (25), 
Picardie (18), 
Poitou-Charentes (21), 
Provence-Alpes-Côte d'Azur (25), 
Rhône-Alpes (30).

### Arrêté du 11 août 2011
Une nouvelle liste des métiers ouverts aux étrangers résidant hors de l'Union européenne est publiée dans l'arrêté du 11 août 2021. Le nombre de familles de métiers est réduit de 30 à 14. Cette réduction s'inscrit dans une politique générale du gouvernement de réduction des flux migratoires. Le ministre de l'intérieur, Claude Guéant, veut réduire de 200 000 à 180 000 le nombre d'entrées légales d'étrangers en France, qu'il s'agisse d'une immigration "du travail, d'études ou liée au regroupement familial. Mais, saisi par la CGT, le Conseil d'État annule cet arrêté dans sa décision du 26 décembre 2012. Cette annulation a pour conséquence le retour en vigueur de l’arrêté du 18 janvier 2008, qui fixait des listes régionales de métiers en tension (donc à nouveau 30 familles de métiers concernés, dont 6 au niveau national),.

### Arrêté du1eravril 2021
Une ordonnance et un décret du 16 décembre 2020 procèdent à une nouvelle rédaction de la partie législative du CESEDA afin d’en aménager le plan et d’en clarifier la rédaction. Elle crée notamment l’article L414-13 du  qui précise  que  lorsque la délivrance du titre de séjour est subordonnée à la détention préalable de l'autorisation de travail, la situation du marché de l'emploi est opposable au demandeur sauf lorsque le CESEDA en dispose autrement, et « notamment lorsque la demande de l'étranger concerne un métier et une zone géographique caractérisée par des difficultés de recrutement. La liste de ces métiers et zones géographiques est établie par l'autorité administrative après consultation des organisations syndicales représentatives d'employeurs et de salariés. Dans ce cadre est publié l'arrêté du 1er avril 2021, signé, par délégation, par le directeur général des étrangers en France, et le délégué général à l'emploi et à la formation professionnelle,.

### Arrêté du1ermars 2024
Depuis la loi de 2024, cette liste doit être actualisée annuellement. Pour faciliter les embauches dans le secteur agricole, le Gouvernement engage le 23 février 2024 une consultation des partenaires sociaux pour inclure les métiers agricoles dans la liste des métiers en tension. L’arrêté du 1er mars 2024, signé conjointement par la ministre du travail, de la santé et des solidarités,
Catherine Vautrin, et le ministre de l'intérieur et des outre-mer, Gérald Darmanin, actualise l'arrêté du 1er avril 2021 et inclut au niveau national les familles de métiers agricoles : les agriculteurs salariés, les éleveurs salariés, les maraîchers et horticulteurs salariés, et les viticulteurs et arboriculteurs salariés.

### Arrêté du21 mai 2025
La Ministre chargée du Travail et de l'Emploi, Astrid Panosyan-Bouvet et le Ministre d'État, Ministre de l'Intérieur Bruno Retailleau publient l’arrêté actuellement en vigueur le 21 mai 2025 dont la 1ère annexe fait la liste des métiers en tension par région.
Le nombre et la nature des métiers sont variables selon les régions :
- Auvergne-Rhône-Alpes (37),
- Bourgogne-Franche-Comté (30),
- Bretagne (23),
- Centre-Val de Loire (32),
- Corse (27),
- Grand Est (32),
- Hauts-de-France (27),
- Île-de-France (41),
- Normandie (26),
- Nouvelle-Aquitaine (31),
- Occitanie (35),
- Pays de la Loire (33),
- Provence-Alpes-Côte d’Azur (39).

Voici dans un tableau la liste détaillée par région de France, actuellement en vigueur :
| Métier                                                                                                   | Auvergne-Rhône-Alpes | Bourgogne-Franche-Comté | Bretagne | Centre-Val de Loire | Corse | Grand Est | Hauts-de-France | Île-de-France | Normandie | Nouvelle-Aquitaine | Occitanie | Pays de la Loire | Provence-Alpes-Côte d'Azur | Nombre de régions où le métier est en tension |
| --- | -------------------- | ----------------------- | -------- | ------------------- | ----- | --------- | --------------- | ------------- | --------- | ------------------ | --------- | ---------------- | -------------------------- | --------------------------------------------- |
| Agents d'entretien de locaux                                                                             | ✔                    | ✔                       | -        | ✔                   | ✔     | ✔         | -               | -             | -         | ✔                  | ✔         | ✔                | -                          | 8                                             |
| Agents de maîtrise et assimilés des industries de process                                                | -                    | -                       | -        | -                   | -     | -         | -               | ✔             | -         | -                  | -         | ✔                | -                          | 2                                             |
| Agents qualifiés de traitement thermique et de surface                                                   | ✔                    | ✔                       | -        | ✔                   | -     | ✔         | -               | -             | -         | ✔                  | -         | -                | ✔                          | 6                                             |
| Agriculteurs salariés                                                                                    | ✔                    | ✔                       | ✔        | ✔                   | ✔     | ✔         | ✔               | ✔             | ✔         | ✔                  | ✔         | ✔                | ✔                          | 13                                            |
| Aides à domicile et aides ménagères                                                                      | ✔                    | ✔                       | ✔        | ✔                   | ✔     | ✔         | ✔               | ✔             | ✔         | ✔                  | ✔         | ✔                | ✔                          | 13                                            |
| Aides de cuisine, apprentis de cuisine et employés polyvalents de la restauration                        | ✔                    | ✔                       | ✔        | ✔                   | ✔     | ✔         | ✔               | -             | ✔         | ✔                  | ✔         | ✔                | ✔                          | 12                                            |
| Aides-soignants                                                                                          | -                    | ✔                       | -        | -                   | -     | ✔         | ✔               | ✔             | -         | ✔                  | ✔         | ✔                | ✔                          | 8                                             |
| Apprentis et ouvriers non qualifiés de l'alimentation (hors industries agro-alimentaires)                | -                    | -                       | -        | -                   | -     | -         | -               | -             | -         | ✔                  | ✔         | -                | -                          | 2                                             |
| Autres ouvriers non qualifiés de type industriel                                                         | ✔                    | ✔                       | ✔        | ✔                   | -     | -         | ✔               | -             | ✔         | ✔                  | ✔         | ✔                | -                          | 9                                             |
| Autres ouvriers qualifiés de type industriel                                                             | ✔                    | ✔                       | ✔        | ✔                   | -     | -         | -               | -             | ✔         | ✔                  | ✔         | -                | ✔                          | 8                                             |
| Autres ouvriers qualifiés des industries agro-alimentaires (hors transformation des viandes)             | ✔                    | ✔                       | ✔        | ✔                   | ✔     | ✔         | ✔               | -             | ✔         | ✔                  | ✔         | ✔                | ✔                          | 12                                            |
| Bouchers                                                                                                 | ✔                    | ✔                       | -        | ✔                   | ✔     | ✔         | -               | -             | -         | -                  | ✔         | -                | ✔                          | 7                                             |
| Boulangers, pâtissiers                                                                                   | -                    | -                       | -        | -                   | ✔     | -         | -               | -             | -         | -                  | -         | -                | -                          | 1                                             |
| Bûcherons, sylviculteurs salariés et agents forestiers                                                   | -                    | -                       | -        | ✔                   | -     | -         | ✔               | -             | -         | ✔                  | ✔         | -                | -                          | 4                                             |
| Cadres techniques de la maintenance et de l'environnement                                                | -                    | -                       | -        | -                   | -     | -         | -               | ✔             | -         | -                  | -         | -                | -                          | 1                                             |
| Carrossiers automobiles                                                                                  | -                    | -                       | -        | -                   | -     | -         | -               | ✔             | -         | -                  | -         | -                | -                          | 1                                             |
| Charpentiers (bois)                                                                                      | -                    | -                       | -        | ✔                   | -     | -         | -               | -             | -         | -                  | -         | -                | ✔                          | 2                                             |
| Charpentiers (métal)                                                                                     | ✔                    | -                       | ✔        | -                   | -     | ✔         | -               | -             | -         | -                  | -         | -                | -                          | 3                                             |
| Chaudronniers, tôliers, traceurs, serruriers, métalliers, forgerons                                      | -                    | -                       | -        | -                   | -     | -         | -               | ✔             | -         | -                  | -         | -                | -                          | 1                                             |
| Chefs cuisiniers                                                                                         | ✔                    | -                       | -        | -                   | -     | ✔         | ✔               | -             | ✔         | ✔                  | ✔         | -                | ✔                          | 7                                             |
| Chefs de chantier, conducteurs de travaux (non cadres)                                                   | -                    | -                       | ✔        | ✔                   | ✔     | ✔         | -               | ✔             | -         | -                  | -         | ✔                | -                          | 6                                             |
| Chercheurs (sauf industrie et enseignement supérieur)                                                    | -                    | -                       | -        | -                   | -     | -         | ✔               | -             | ✔         | ✔                  | -         | ✔                | -                          | 4                                             |
| Conducteurs d'engins agricoles ou forestiers                                                             | -                    | -                       | -        | -                   | -     | -         | -               | -             | -         | -                  | -         | -                | ✔                          | 1                                             |
| Conducteurs d'engins du bâtiment et des travaux publics                                                  | -                    | -                       | -        | -                   | ✔     | -         | -               | -             | -         | -                  | -         | -                | ✔                          | 2                                             |
| Conducteurs et livreurs sur courte distance                                                              | -                    | -                       | -        | -                   | ✔     | ✔         | -               | -             | -         | -                  | -         | -                | -                          | 2                                             |
| Conducteurs routiers                                                                                     | -                    | -                       | -        | -                   | -     | -         | -               | -             | -         | -                  | -         | -                | ✔                          | 1                                             |
| Couvreurs                                                                                                | -                    | -                       | -        | -                   | -     | -         | -               | ✔             | -         | -                  | ✔         | -                | ✔                          | 3                                             |
| Cuisiniers                                                                                               | ✔                    | ✔                       | ✔        | ✔                   | ✔     | ✔         | ✔               | ✔             | ✔         | ✔                  | ✔         | ✔                | ✔                          | 13                                            |
| Dessinateurs en électricité et en électronique                                                           | -                    | -                       | -        | -                   | -     | -         | -               | ✔             | -         | -                  | -         | -                | -                          | 1                                             |
| Dessinateurs en mécanique et travail des métaux                                                          | -                    | -                       | -        | -                   | -     | -         | -               | ✔             | -         | -                  | -         | -                | -                          | 1                                             |
| Electriciens du bâtiment                                                                                 | -                    | -                       | -        | -                   | ✔     | ✔         | -               | -             | -         | -                  | -         | -                | ✔                          | 3                                             |
| Éleveurs salariés                                                                                        | ✔                    | ✔                       | ✔        | ✔                   | ✔     | ✔         | ✔               | ✔             | ✔         | ✔                  | ✔         | ✔                | ✔                          | 13                                            |
| Employés de l'hôtellerie                                                                                 | ✔                    | ✔                       | ✔        | ✔                   | ✔     | ✔         | ✔               | ✔             | ✔         | ✔                  | ✔         | ✔                | ✔                          | 13                                            |
| Employés de maison et personnels de ménage                                                               | ✔                    | ✔                       | ✔        | ✔                   | ✔     | ✔         | ✔               | ✔             | -         | ✔                  | ✔         | ✔                | ✔                          | 12                                            |
| Formateurs                                                                                               | ✔                    | -                       | -        | -                   | -     | -         | -               | -             | -         | ✔                  | -         | -                | ✔                          | 3                                             |
| Géomètres                                                                                                | -                    | -                       | -        | -                   | -     | -         | -               | -             | ✔         | -                  | -         | -                | -                          | 1                                             |
| Infirmiers                                                                                               | -                    | ✔                       | -        | -                   | -     | ✔         | ✔               | ✔             | ✔         | -                  | ✔         | -                | ✔                          | 7                                             |
| Ingénieurs des méthodes de production, du contrôle qualité                                               | -                    | -                       | -        | -                   | -     | -         | -               | ✔             | -         | -                  | -         | -                | -                          | 1                                             |
| Ingénieurs du bâtiment et des travaux publics, chefs de chantier et conducteurs de travaux (cadres)      | -                    | -                       | -        | -                   | -     | -         | -               | ✔             | ✔         | -                  | -         | ✔                | -                          | 3                                             |
| Ingénieurs et cadres d'administration, maintenance en informatique                                       | -                    | -                       | -        | -                   | -     | -         | ✔               | ✔             | -         | -                  | -         | -                | -                          | 2                                             |
| Ingénieurs et cadres d'étude, recherche et développement (industrie)                                     | -                    | -                       | -        | -                   | -     | -         | -               | ✔             | -         | -                  | -         | -                | -                          | 1                                             |
| Ingénieurs et cadres d'étude, recherche et développement en informatique, chefs de projets informatiques | ✔                    | -                       | -        | -                   | -     | -         | ✔               | ✔             | -         | -                  | ✔         | ✔                | ✔                          | 6                                             |
| Ingénieurs et cadres des télécommunications                                                              | -                    | -                       | -        | -                   | -     | -         | ✔               | -             | -         | -                  | -         | -                | -                          | 1                                             |
| Interprètes                                                                                              | -                    | -                       | -        | -                   | -     | -         | -               | -             | -         | -                  | -         | -                | ✔                          | 1                                             |
| Jardiniers salariés                                                                                      | -                    | -                       | -        | -                   | ✔     | -         | -               | -             | -         | -                  | -         | -                | -                          | 1                                             |
| Maçons                                                                                                   | ✔                    | ✔                       | ✔        | ✔                   | ✔     | ✔         | ✔               | -             | ✔         | ✔                  | ✔         | ✔                | ✔                          | 12                                            |
| Mainteniciens en biens électrodomestiques                                                                | ✔                    | -                       | -        | -                   | -     | -         | -               | -             | -         | ✔                  | -         | -                | -                          | 2                                             |
| Maîtrise de l'hôtellerie                                                                                 | ✔                    | -                       | -        | -                   | -     | -         | -               | -             | -         | -                  | -         | -                | -                          | 1                                             |
| Maraîchers, horticulteurs salariés                                                                       | ✔                    | ✔                       | ✔        | ✔                   | ✔     | ✔         | ✔               | ✔             | ✔         | ✔                  | ✔         | ✔                | ✔                          | 13                                            |
| Ouvriers de l'assainissement et du traitement des déchets                                                | -                    | ✔                       | -        | -                   | -     | -         | -               | -             | -         | -                  | -         | ✔                | -                          | 2                                             |
| Ouvriers non qualifiés de l'électricité et de l'électronique                                             | -                    | -                       | -        | -                   | -     | -         | -               | ✔             | -         | -                  | ✔         | -                | ✔                          | 3                                             |
| Ouvriers non qualifiés de l'emballage et manutentionnaires                                               | ✔                    | ✔                       | -        | ✔                   | ✔     | ✔         | -               | -             | -         | -                  | -         | -                | -                          | 5                                             |
| Ouvriers non qualifiés des industries agro-alimentaires                                                  | ✔                    | ✔                       | ✔        | ✔                   | ✔     | ✔         | -               | ✔             | -         | ✔                  | ✔         | ✔                | ✔                          | 11                                            |
| Ouvriers non qualifiés des industries chimiques et plastiques                                            | ✔                    | -                       | -        | -                   | -     | -         | -               | -             | -         | -                  | -         | -                | -                          | 1                                             |
| Ouvriers non qualifiés des travaux publics, du béton et de l'extraction                                  | ✔                    | -                       | -        | ✔                   | ✔     | ✔         | -               | -             | -         | -                  | ✔         | -                | -                          | 5                                             |
| Ouvriers non qualifiés du gros œuvre du bâtiment                                                         | ✔                    | ✔                       | ✔        | -                   | ✔     | ✔         | ✔               | -             | ✔         | ✔                  | ✔         | ✔                | ✔                          | 11                                            |
| Ouvriers non qualifiés du second œuvre du bâtiment                                                       | ✔                    | ✔                       | -        | ✔                   | ✔     | ✔         | ✔               | ✔             | ✔         | ✔                  | ✔         | ✔                | -                          | 11                                            |
| Ouvriers non qualifiés en métallurgie, verre, céramique et matériaux de construction                     | ✔                    | ✔                       | -        | -                   | -     | -         | -               | -             | -         | -                  | ✔         | -                | -                          | 3                                             |
| Ouvriers non qualifiés métallerie, serrurerie, montage                                                   | ✔                    | ✔                       | -        | ✔                   | ✔     | ✔         | -               | -             | -         | -                  | ✔         | -                | ✔                          | 7                                             |
| Ouvriers non qualifiés travaillant par enlèvement ou formage de métal                                    | ✔                    | -                       | -        | -                   | -     | -         | -               | ✔             | -         | -                  | -         | -                | ✔                          | 3                                             |
| Ouvriers qualifiés de la maintenance en mécanique                                                        | -                    | -                       | ✔        | ✔                   | -     | -         | -               | ✔             | -         | -                  | -         | -                | -                          | 3                                             |
| Ouvriers qualifiés de la peinture et de la finition du bâtiment                                          | ✔                    | ✔                       | -        | ✔                   | ✔     | ✔         | ✔               | ✔             | ✔         | ✔                  | ✔         | ✔                | ✔                          | 12                                            |
| Ouvriers qualifiés de l'électricité et de l'électronique                                                 | -                    | -                       | -        | -                   | -     | -         | -               | ✔             | -         | -                  | -         | -                | ✔                          | 2                                             |
| Ouvriers qualifiés des travaux publics, du béton et de l'extraction                                      | ✔                    | -                       | -        | -                   | ✔     | ✔         | ✔               | -             | -         | -                  | ✔         | ✔                | ✔                          | 7                                             |
| Ouvriers qualifiés du magasinage et de la manutention                                                    | -                    | -                       | -        | ✔                   | -     | -         | -               | -             | -         | -                  | -         | -                | -                          | 1                                             |
| Ouvriers qualifiés du travail artisanal du textile et du cuir                                            | -                    | -                       | -        | -                   | -     | ✔         | ✔               | -             | -         | ✔                  | ✔         | -                | ✔                          | 5                                             |
| Ouvriers qualifiés du travail du bois et de l'ameublement                                                | -                    | -                       | -        | -                   | -     | -         | -               | ✔             | -         | -                  | -         | -                | ✔                          | 2                                             |
| Ouvriers qualifiés travaillant par enlèvement de métal                                                   | ✔                    | -                       | ✔        | -                   | -     | -         | -               | ✔             | -         | -                  | -         | ✔                | -                          | 4                                             |
| Pêcheurs, aquaculteurs salariés                                                                          | -                    | -                       | ✔        | -                   | -     | -         | -               | -             | ✔         | ✔                  | -         | ✔                | -                          | 4                                             |
| Régleurs                                                                                                 | ✔                    | -                       | -        | -                   | -     | -         | -               | ✔             | ✔         | -                  | -         | -                | -                          | 3                                             |
| Responsables logistiques (non cadres)                                                                    | -                    | -                       | -        | -                   | -     | -         | -               | ✔             | -         | -                  | -         | -                | -                          | 1                                             |
| Serveurs de cafés restaurants                                                                            | ✔                    | ✔                       | -        | ✔                   | -     | ✔         | ✔               | -             | ✔         | ✔                  | ✔         | ✔                | -                          | 9                                             |
| Soudeurs                                                                                                 | ✔                    | ✔                       | ✔        | ✔                   | -     | ✔         | -               | -             | -         | ✔                  | ✔         | ✔                | ✔                          | 9                                             |
| Sportifs et animateurs sportifs                                                                          | -                    | -                       | -        | -                   | -     | -         | -               | -             | -         | ✔                  | -         | -                | -                          | 1                                             |
| Techniciens d'étude et de développement en informatique                                                  | -                    | -                       | -        | -                   | -     | -         | -               | -             | -         | -                  | -         | -                | ✔                          | 1                                             |
| Techniciens des services comptables et financiers                                                        | -                    | -                       | -        | ✔                   | -     | -         | -               | ✔             | -         | -                  | -         | ✔                | -                          | 3                                             |
| Techniciens des transports et du tourisme                                                                | -                    | -                       | -        | -                   | -     | -         | -               | ✔             | -         | -                  | -         | -                | -                          | 1                                             |
| Techniciens en électricité et en électronique                                                            | -                    | ✔                       | ✔        | ✔                   | -     | -         | -               | ✔             | ✔         | -                  | -         | ✔                | -                          | 6                                             |
| Techniciens en mécanique et travail des métaux                                                           | -                    | ✔                       | -        | ✔                   | -     | -         | ✔               | -             | ✔         | -                  | ✔         | ✔                | ✔                          | 7                                             |
| Techniciens et agents de maîtrise de la maintenance et de l'environnement                                | -                    | -                       | ✔        | -                   | -     | -         | -               | ✔             | -         | -                  | -         | ✔                | -                          | 3                                             |
| Techniciens et chargés d'études du bâtiment et des travaux publics                                       | -                    | -                       | -        | -                   | -     | -         | -               | ✔             | -         | -                  | -         | -                | -                          | 1                                             |
| Techniciens experts                                                                                      | -                    | -                       | -        | -                   | -     | -         | -               | ✔             | ✔         | -                  | -         | -                | -                          | 2                                             |
| Tuyauteurs                                                                                               | -                    | -                       | -        | -                   | -     | -         | -               | ✔             | -         | -                  | -         | -                | -                          | 1                                             |
| Viticulteurs, arboriculteurs salariés                                                                    | ✔                    | ✔                       | ✔        | ✔                   | ✔     | ✔         | ✔               | ✔             | ✔         | ✔                  | ✔         | ✔                | ✔                          | 13                                            |